# Wilhelm Grapow

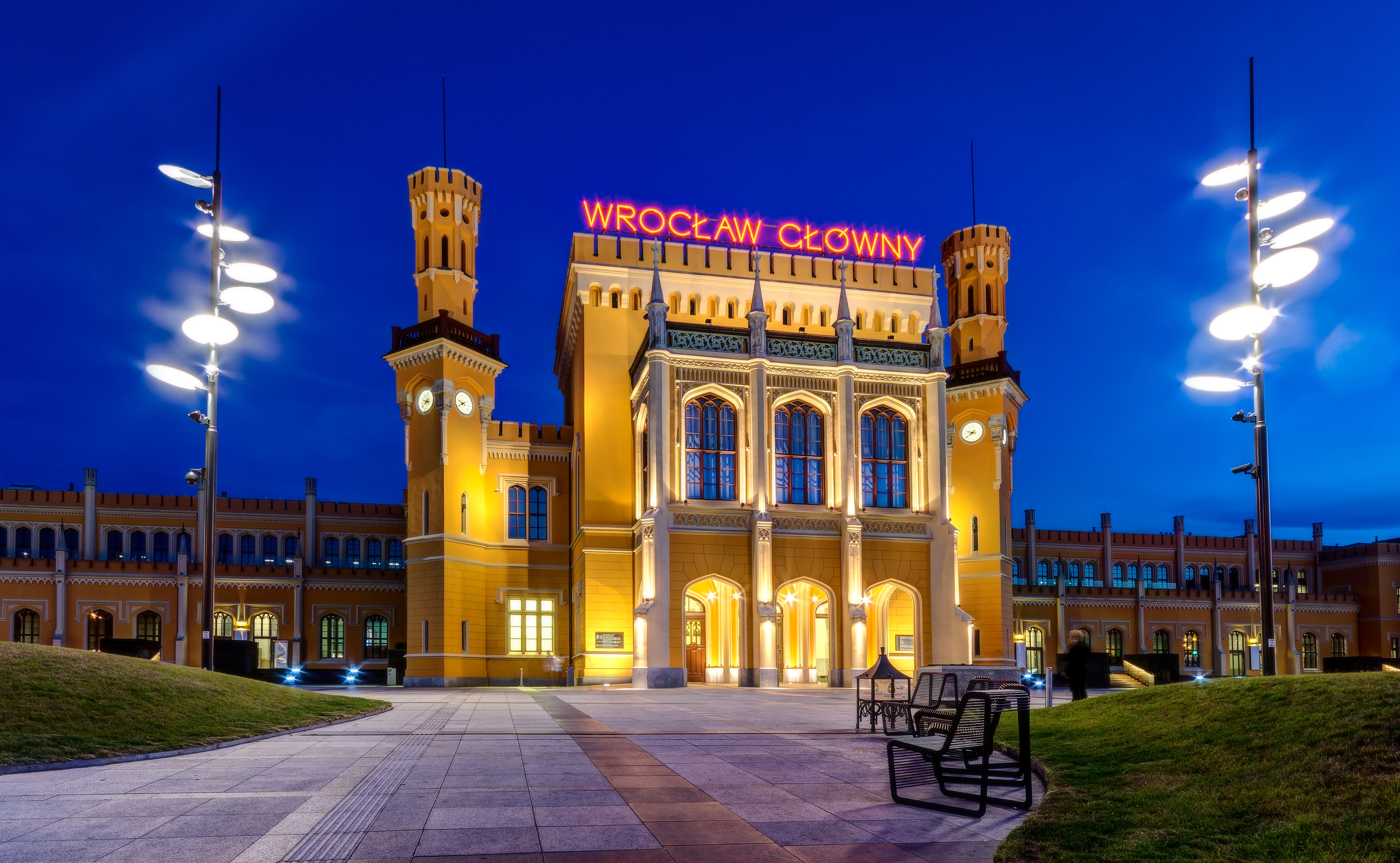
Dworzec kolejowy - Wrocław Główny

Wilhelm Grapow (ur. w 1828 w Groß Wartenberg, zm. 6 maja 1902 w Berlinie) – niemiecki architekt działający we Wrocławiu w latach 1854–1870. Królewski Architekt Kolei Górnośląskich. Znany jako twórca neogotyckiego projektu dworca kolejowego Wrocław Główny. Młodszy brat Hermanna 1821-1891)

## Wybrane dzieła
- Dworzec kolejowy - Wrocław Główny
- pałac Schaubertów w Obornikach Śląskich (dziś przebudowany, z pierwotnego założenia ocalała oktagonalna wieża)[3]

## Upamiętnienie
Od 2016 roku jest patronem ulicy na wrocławskim Brochowie.